# 스히담

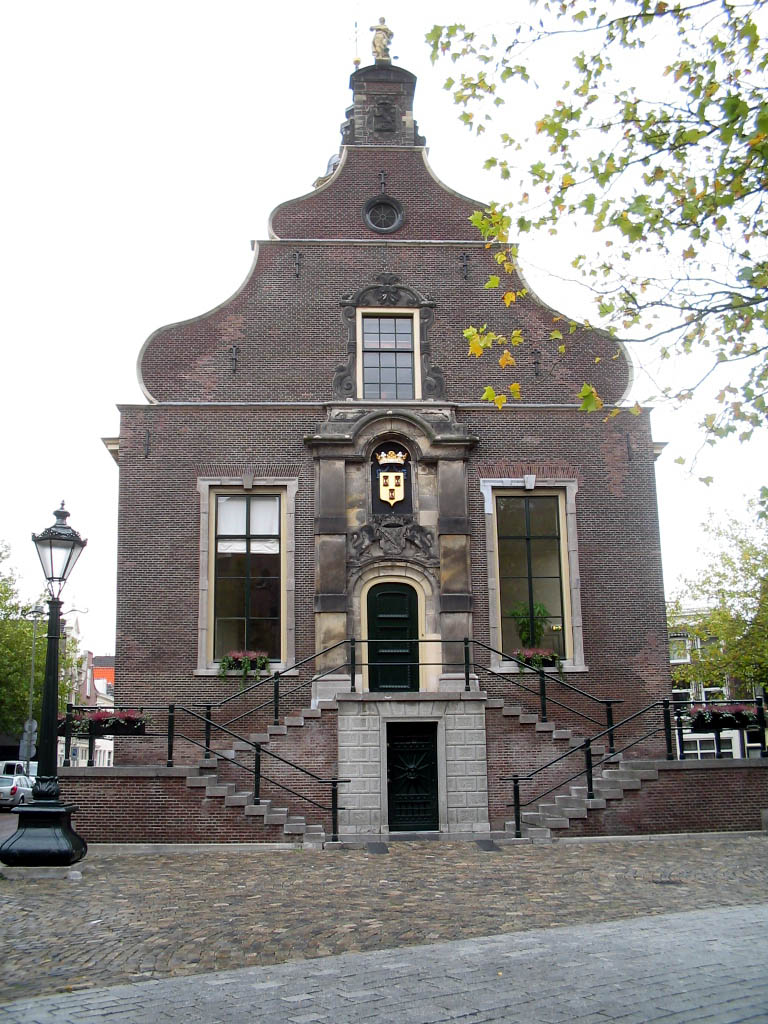
스히담

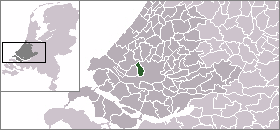
스히담의 위치

스히담(네덜란드어: Schiedam)은 네덜란드 자위트홀란트주의 도시로 면적은 19.86km2, 높이는 -1m, 인구는 76,650명(2014년 5월 기준), 인구 밀도는 4,254명/km2이다. 로테르담 도시권의 일부를 형성한다.

시기
시 문장